# Władysław Beksiński

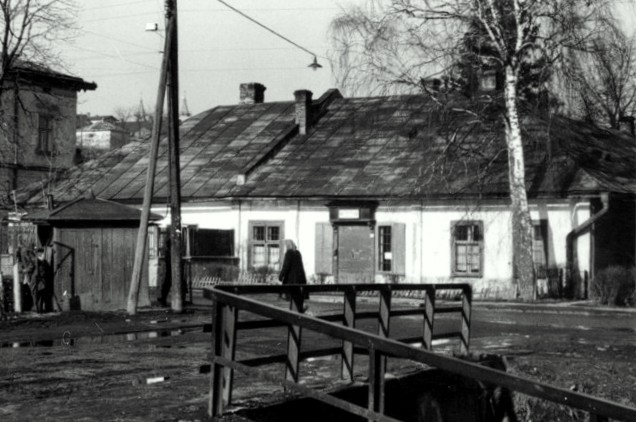
Dom Beksińskich przy ulicy Jagiellońskiej

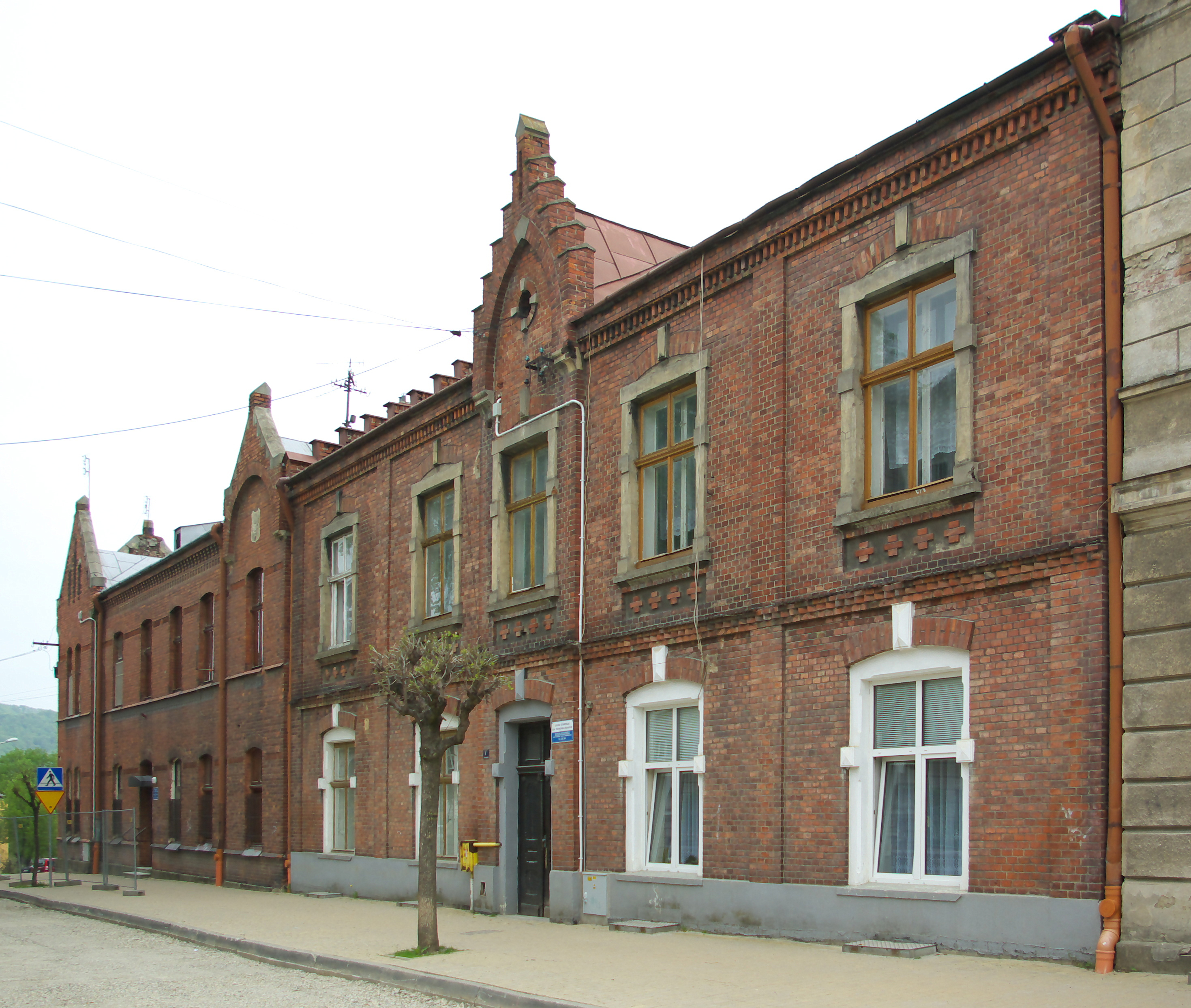
Kamienice ul. Sobieskiego 8 i 10

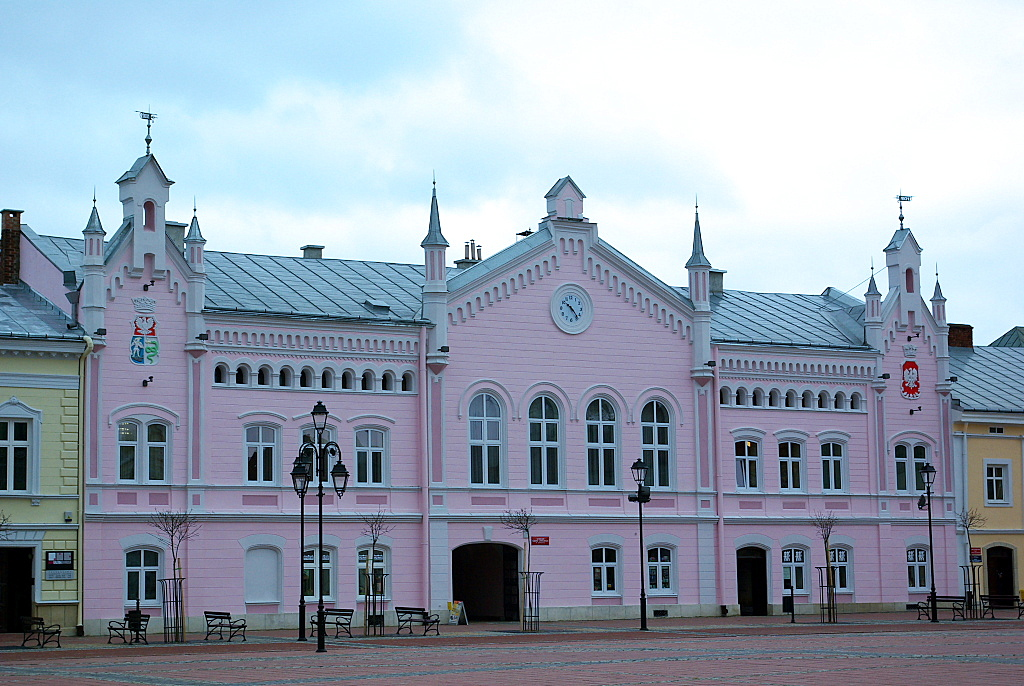
Ratusz przy ul. Rynek 16

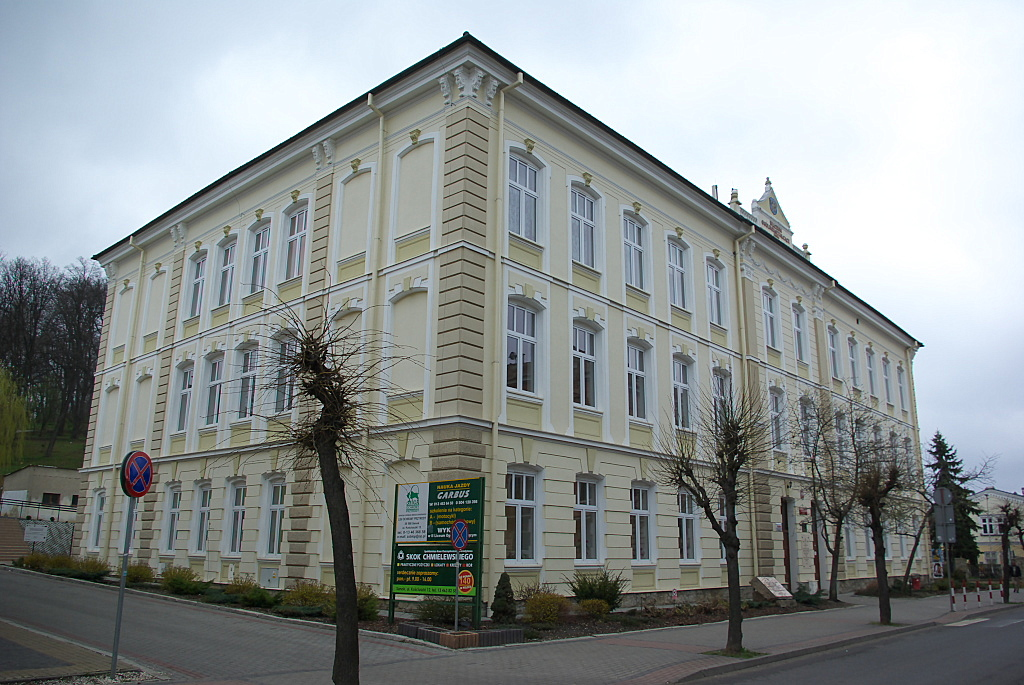
Budynek obecnego II Liceum Ogólnokształcące im. Marii Skłodowskiej-Curie przy ul. Mickiewicza 11

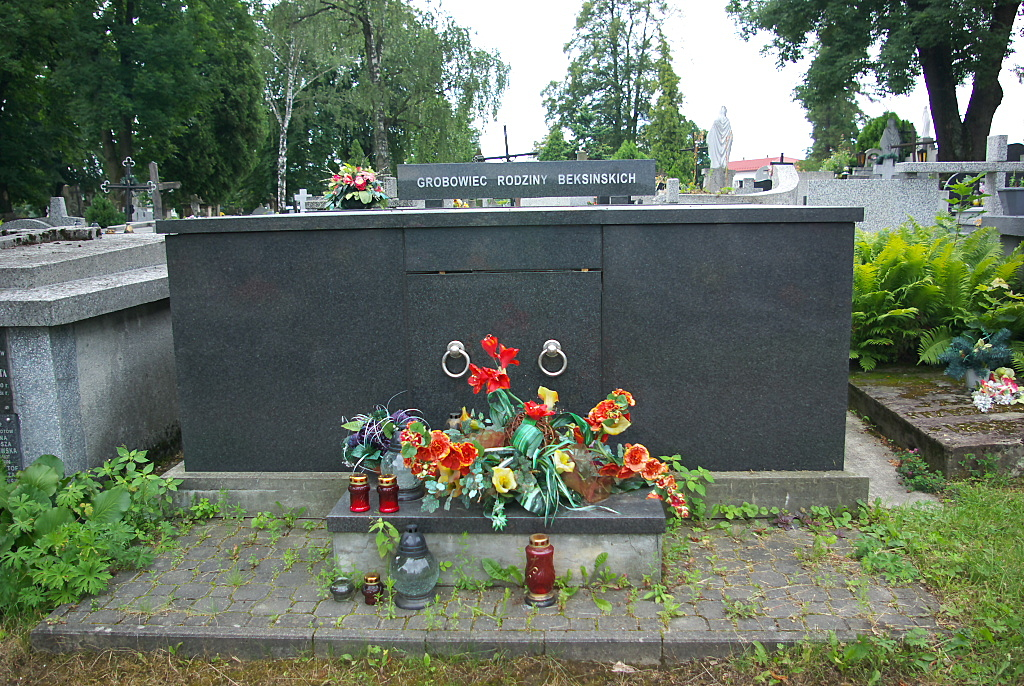
Grobowiec rodziny Beksińskich, pierwotnie zaprojektowany przez Władysława (Cmentarz Centralny w Sanoku)

Władysław Ludwik Beksiński (ur. 16 czerwca 1850 w Sanoku, zm. 9 kwietnia 1929 tamże) – polski inżynier architekt.

## Życiorys
Władysław Ludwik Beksiński urodził się 16 czerwca 1850 w Sanoku. Był synem Mateusza (1814-1886), powstańca listopadowego, założyciel Zakładów Kotlarskich, które dały początek późniejszej fabryce wagonów i autobusów Autosan) i Karoliny z domu Machalskiej (1830-1891). Miał siostrę Izabelę Marię (1848-1856). Był spowinowacony z Walentym i Kazimierzem Lipińskimi oraz Henrykiem Kopią.
Ukończył gimnazjum realne w Tarnowie. Został absolwentem architektury na Politechnice Lwowskiej. Po studiach pracował jako inżynier miejski w Nadwórnej. W 1886, po śmierci ojca, przeprowadził się ponownie do Sanoka, zamieszkał w domu pod ówczesnym adresem ulicy Lwowskiej 225b nad Potokiem Płowieckim (obecnie ulica Jagiellońska). 30 października 1890 został mianowany na stanowisko inżyniera miejskiego w Sanoku z charakterem prowizorycznym. Od tego czasu piastował tę posadę w magistracie Sanoka. 29 października 1891 otrzymał tzw. stabilizację i został mianowany stałym urzędnikiem miejskim. Jednocześnie do 16 września 1897 pełnił funkcję komisarza ogniowego w Sanoku. Od około 1902 był znawcą dla oceniania realności z większych przedsiębiorstw przemysłowych dla całego okręgu C. K. Sądzie Obwodowego w Sanoku (błędnie wskazywany jako Józef Beksiński). W 1890 roku wszedł w skład Komisji Wodociągowej w Sanoku, zmierzającej do opracowania projektu wodociągów w mieście. W 1904 roku sporządził „Memoriał do Rady Gminnej Królewskiego Wolnego Miasta Sanoka w sprawie mających się urządzić wodociągów”, który powstał w wyniku jego badań lokalizacji ujęć wody. Pełnił funkcje zastępcy dyrektora kasjera, od stycznia 1900 był członkiem zarządu, od lipca 1904 członkiem dyrekcji Powiatowego Towarzystwa Zaliczkowego w Sanoku (drugim dyrektorem w 1905). Zasiadł w radzie nadzorczej Towarzystwa Kasy Zaliczkowej w Sanoku. 15 marca 1904 został wybrany na okres trzech lat cenzorem Kasy Oszczędności w Sanoku. W listopadzie 1910 został przewodniczącym komisji egzaminacyjnej dla czeladników rękodzielniczych. Został II zastępcą prezesa zarządu założonego 24 kwietnia 1904 sanockiego oddziału Towarzystwa Ligi Pomocy Przemysłowej. Od grudnia 1920 był członkiem dyrekcji stowarzyszenia Towarzystwo Spółdzielcze przy Powiatowym Towarzystwie Zaliczkowym w Sanoku. Do sierpnia 1925 zasiadał w dyrekcji Kasy Zaliczkowej w Sanoku. Na przełomie 1890/1891 przystąpił do Krakowskiego Towarzystwa Technicznego. Od 1878 był członkiem zwyczajnym Polskiego Towarzystwa Politechnicznego we Lwowie. W 1912 uczestniczył w VI Zjeździe Techników Polskich w Krakowie. W 1921 został powołany na liście znawców z zawodu budownictwa i inżynierii dla oszacowania przedmiotów i gruntów, mogących ulec wywłaszczeniu dla kolei żelaznej oraz do wyznaczenia wynagrodzeń za wywłaszczenie praw wodnych.
Był członkiem wspierającym i członkiem zwyczajnym - założycielem Macierzy Szkolnej dla Księstwa Cieszyńskiego; przystąpił w 1913. Został członkiem założycielem i zasiadał we władzach sanockiego gniazda Polskiego Towarzystwa Gimnastycznego „Sokół”, działającego w gmachu przy ulicy Mickiewicza, był we władzach wydziału i komisji budowlanej, otrzymał tytuł członka honorowego. Jego nazwisko zostało umieszczone w drzewcu sztandaru TG Sokół w Sanoku, na jednym z 125 gwoździ upamiętniających członków gniazda. 20 stycznia 1897 został wybrany członkiem wydziały Kółka Dramatyczno-Muzycznego w Sanoku. Był członkiem wydziału Towarzystwa „Korpusy Wakacyjne” w Sanoku. Był także jednym z najaktywniejszych członków Towarzystwa Upiększania Miasta Sanoka (1904-1914) (w 1910, 1912 wybierany wydziałowym). Był członkiem komitetu organizacyjnego Krajowy Zjazd Strażacki w Sanoku zorganizowany w lipcu 1904. 27 października 1905 został wybrany członkiem komisji rewizyjnej Towarzystwa Pomocy Naukowej w Sanoku. 4 listopada 1906 został wybrany skarbnikiem Rady Parafialnej przy Parafii Przemienienia Pańskiego w Sanoku.
Po 26 latach pracy na stanowisku inżyniera miejskiego w Sanoku na jego prośbę miejscowa Rada Miejskiej 28 grudnia 1916 przyjęła wniosek o przeniesienie go w stan spoczynku. Po wieloletniej, niespełna 40-letniej pracy na stanowisku architekta miejskiego i kierownika Wydziału Budowlanego magistratu w Sanoku, z dniem 5 stycznia 1928 przeszedł na emeryturę. Tego samego dnia na posiedzeniu Rady Miejskiej w Sanoku przyznano mu tytuł Honorowego Obywatela Królewskiego Wolnego Miasta Sanoka jako uczczenie całokształtu pracy zawodowej i społecznej.
Władysław Beksiński zmarł 9 kwietnia 1929 w Sanoku. Został pochowany w zaprojektowanym przez siebie rodzinnym grobowcu na cmentarzu przy ul. Rymanowskiej w Sanoku 11 kwietnia 1929.
Jego żoną przez przeszło 40 lat była Helena (wzgl. Maria Helena) z domu Zajchowska (pochodząca z Dynowa, działaczka Towarzystwa św. Wincentego à Paulo w Sanoku, zm. 21 czerwca 1940). Ich dziećmi byli: Stanisław Mateusz (1887-1953), Zygmunt Jan (ur. 1888, zmarł na gruźlicę 12 listopada 1905 w wieku 18 lat), Władysława Helena (zm. 1 grudnia 1897 trzy dni po urodzeniu), Maria Władysława (1899-1947) i Karolina Zofia (ur. 1900). Był dziadkiem Zdzisława (1929-2005), i pradziadkiem Tomasza (1958-1999). Córka Władysława w 1922 wyszła za mąż za Franciszka Orawca. Młoda para otrzymała jako wiano część wybudowanej przez Władysława Beksińskiego w latach 90. XIX wieku kamienicy przy ul. Jana III Sobieskiego (drugą część budynku otrzymał syn Stanisław), po czym zamieszkali w Poroninie (wiosną 1940 Franciszek został zamordowany w Katyniu; był stryjem Bronisławy Orawiec-Löffler, która 10 kwietnia 2010 roku zginęła w katastrofie lotniczej w Smoleńsku). Władysława Orawiec po powstaniu warszawskim została wywieziona do III Rzeszy, a po powrocie wskutek ciężkiej choroby zmarła (osieroconego syna Władysławy, Jerzego, adoptowała siostra Franciszka, Aniela Gut-Stapińska; Jerzy Orawiec (1935-1990) później został reżyserem filmów dokumentalnych). Druga córka została żoną S. Wahla (dyrektor rafinerii ropy naftowej we Wróbliku Szlacheckim). Syn Władysława, Stanisław, inżynier geometra, także uzyskał wykształcenie na Politechnice Lwowskiej, i podobnie jak jego ojciec pracował w Wydziale Budowlanym sanockiego Urzędu Miejskiego.
1 października 2011 otwarto w Sanoku ścieżkę spacerową pod nazwą „Śladami Rodu Beksińskich”, wytyczoną i przebiegającą przez miejsca w mieście związane z rodziną Beksińskich. Na jej trasie umieszczono jedenaście tablic informujących o dokonaniach przedstawicieli rodziny. Tablice wykonano w formie sztalug malarskich z uwagi na działalność Zdzisława Beksińskiego i artystyczne profesje innych członków rodziny.

## Dokonania
Władysław Beksiński nadzorował i budował oraz był autorem wielu projektów budowy i planów przebudowy budynków mieszkalnych i użyteczności publicznej, zrealizowanych w Sanoku, które do dziś są ozdobą miasta.
- W 1882 był zastępcą kierownika budowy, inż. Henryka Stoya, przy wznoszeniu gmachu C. K. Gimnazjum w Sanoku[60].
- Plan rzeźni miejskiej z 1892[61].
- Urządzenie skweru na placu św. Jana w Sanoku[62].
- Plan zabudowy przestrzennej miasta w 1894 (do przyjęcia uchwały przyczynił się Kazimierz Lipiński, wykonując kopię projektu na potrzeby dyskusji nad projektem w Radzie Miasta)[63],
- Dokumentacja techniczna z projektem cmentarza komunalnego i kaplicy pogrzebowej w Sanoku (obecnie Cmentarz Centralny przy ul. Rymanowskiej)[64]. Dodatkowo projekt został wydany drukiem jako ogólne zasady zakładania i urządzania nowych cmentarzy[65] i opublikowany w „Czasopiśmie Technicznym” (1896)[66] – miał służyć za wzór do naśladowania przy tworzeniu cmentarzy w Galicji[67]. Kaplica jest w stylu neogotyckim, na planie prostokąta z dwoma ściętymi narożnikami[68].
- Projekt przebudowy starego ratusza z XVIII w., opracowanie jednolitej fasady z przejętym przez miasto budynkami przy rynku i stworzenie nowego ratusza o jednolitym charakterze (1892)[69] (obecnie ratusz znajduje się pod adresem Rynek 16).
- Kamienice przy ul. Jana III Sobieskiego 8 i 10, pierwotnie pod numerami 4 i 6 (właścicielem części zostały dzieci Władysława, odpowiednio Stanisław – nr 4 i Władysława – nr 6[70][52]. Elewację ozdabiają dekoracyjne fryzy z płytek ceramicznych z ornamentem floralnym. W szczycie fasady frontowej znajduje się zniszczony herb Polski. W elewacji północnej umieszczona jest tablica z napisem „Pod Białym Orłem”[71]. W latach 70. XX wieku został przeprowadzony generalny remont gmachu, dobudowano drugie piętro[72].
- Projekt willi rodziny Zaleskich (1894), położona przy placu św. Jana w Sanoku. Została wybudowana latach 1896-1910. Jej właściciel, ceniony sanocki lekarz, dr Karol Zaleski miał zamiar, aby rodowa siedziba nawiązywała architektonicznie do pałaców weneckich[73]. Zwana także „Sokole Gniazdo” z uwagi na umiejscowienie tuż nad 40-metrową skarpą. Drugim projektantem był Wilhelm Szomek.
- Budynek przy ówczesnej ul. Andrzeja Potockiego, później pod adresem ul. Podgórze 8, istniejący do 1996[74].
- Gmach Towarzystwa Gimnastycznego „Sokół” w Sanoku – wybrano projekt przygotowany przez inż. Beksińskiego[32][75]. Ponadto na przełomie 1899/1900 inż. Władysław Beksiński i Karol Gerardis prowadzili budowę budynku[32].
- Współbudowniczy pomnika Tadeusza Kościuszki na Placu św. Jana w Sanoku. Przed był w składzie komisji opiniującej powstanie pomnika[76], później wykonanego przez rzeźbiarza Juliana Markowskiego ze Lwowa, odsłoniętego w 1902, zburzonego w kwietniu 1941 przez nazistowskich okupantów (obecny, inny pomnik Kościuszki od września 1962 znajduje się przy ul. Kościuszki).
- Przebudowa XIX w. kamienicy przy ul. Grzegorza 2 w Sanoku, zwanej także Ramerówka lub Arkady (dawniej mieściła m.in. „Czytelnię Mieszczańską, kino)[77].
- Projekt parku miejskiego im. Adama Mickiewicza w Sanoku stworzony pod koniec XIX w. na ówczesnej górze Stróżnia (obecnie Góra Parkowa).
- Projekt budynku Szkoły Ludowej im. Franciszka Józefa I, otwartej w 1898, obecnie II Liceum Ogólnokształcące im. Marii Skłodowskiej-Curie w Sanoku.
- Przebudowa wieży kościoła franciszkanów w Sanoku ukończona w 1895[78].
- Kierowanie budową siedziby garnizonu 57. batalionu Landwehry (w czasie II Rzeczypospolitej w budynku stacjonował I batalion 2 Pułku Strzelców Podhalańskich, obecnie mieści się w nim Zespół Szkół nr 1 im. Karola Adamieckiego, popularny „Ekonomik”)[72][79].
- Był jednym z opiniodawców projektu wież kościoła Przemienienia Pańskiego w Sanoku z początku XX wieku[80].
- Projekt grobowca rodzinnego Beksińskich na cmentarzu przy ulicy Rymanowskiej[81]. Zostali w nim pochowani Władysław i Helena, córka Karolina[82]. Pierwotny wygląd grobowca został zmieniony. Obecnie, nagrobek, poza lakoniczną inskrypcją zawierającą nazwisko rodziny, nie posiada informacji dotyczących jej członków i danych dotyczących dat narodzin i śmierci.